# إدوارد كيلي (لاعب كريكت)
إدوارد كيلي (26 نوفمبر 1932 - 7 أكتوبر 1998) (بالإنجليزية: Edward Kelly)‏ هو لاعب كريكت بريطاني.